# OTs-33全自動手槍
OTs-33「箭羽錘」（英語：OTs-33 Pernach；Pernach／Пернач意為「箭羽錘」）是一款由俄罗斯運動及狩獵武器中央設計研究局（TsKIB SOO）所屬的槍械設計師伊戈爾·雅科夫列維奇·斯捷奇金（英語：Igor Stechkin）於1995年以5.45毫米口徑OTs-23飛鏢式手槍為藍本，在TsKIB SOO設計局的協助以下研製，並且由位於圖拉的KBP儀器設計廠所少量生產的全自動手槍（衝鋒手槍），發射9×18毫米馬卡洛夫口徑手枪子彈。
「箭羽錘」也被命名為SBZ-2（俄语：СБЗ-2），該名字源自負責該手槍的KBP小組的成員名字，即斯捷奇金本人（Stechkin／Сте́чкин）、鮑爾澤（Baltser／Бальцер）和辛真高（Zinchenko／Зинченко）。它旨在取代俄羅斯警方、俄羅斯內政部（MVD）和其他準軍事部隊在內各種特別用途機動單位特種警察部隊所裝備的斯捷奇金自動手槍。
「箭羽錘」的設計師們的任務是解決斯捷奇金自動手槍在全自動模式以下控制其後座力的難度，並且為了用於戰鬥而將其簡化。新型手槍具有“方形”形狀，生產起來更為簡單（而且更為便宜）並且具有新穎的操作原理，以增加其可控性並且減輕其後座力。

## 規格
OTs-33是一款擊發調變、反沖作用操作式武器，用以發射9×18毫米馬卡洛夫口徑手枪子彈；它可以配用兩種9×18毫米馬卡洛夫彈藥的類型，分別是標準的57-N-181S和更為強大的57-N-181SM彈藥。反沖作用操作包含一個功能，當套筒和槍管在反沖期間向後運動時，這個功能可將套筒和槍管兩者分離；與其他常規設計一樣，套筒和槍管之間並無正向鎖定。當套筒和槍管兩者分離時，發射過後的彈殼會被拋出槍外，然後通過彈簧作用將套筒向槍管推回，並且在這過程當中將下一發彈藥從彈匣裝填至膛室。在返回到前方位置以前，槍管和套筒受後座力而一起繼續退後另外5毫米（0.2英寸）。該功能可改進全自動射擊時的精度，降低了後座力感覺，並且有助於減慢循環射速，而無需採用APS手槍所採用的複雜減速機構。這種操作方法還可讓該槍無需採用閉鎖後膛的槍機以下配用標準的和更為強大的9×18毫米馬卡洛夫彈藥。為了進一步降低後座力感覺和補償在射擊期間的槍口上揚，一部份由裝藥所點燃的高壓燃氣會被可充當槍口制退及補償器的開孔式套筒所轉移，藉由向上偏轉燃氣以穩定槍管。
OTs-33具有雙動操作式扳機機構，並且以外露式擊錘協助擊發。手槍套筒後部的左右兩側都裝有保險與發射模式兩用的選擇器，並且具有三個位置：“保險”（標有單個白點的頂部位置）、半自動射擊模式（標有單個紅點的中間位置）和全自動射擊模式（標有三個紅點的底部位置）。當切換到“保險”模式時，選擇器機構會在返回保險位置以前安全地降下擊錘。除此以外還有設置在扳機護環內部和扳機正前方、雙手均可靈巧地操作的空槍掛機解脫桿，亦可用於拆卸／分解武器。「箭羽錘」還裝有上膛指示器。復進彈簧位於槍管下方。
該武器利用機械瞄具以瞄準目標，包括可調節的缺口式照門和固定的刀片式準星。照門從左側進行調節。這套瞄準具還裝有瞄準插入物，以提高其能見度和目標獲取能力。
可快速裝拆的折疊式钢製槍托可以裝設於握柄底部的連接點以上，以減緩在全自動射擊模式以下開火時，武器瞄準目標的問題。可據說由於槍托過短，實際上並不方便。
OTs-33採用了兩款可拆卸式雙排彈匣所供彈，容量分別是18發（標準）與27發（可選）。雙向按鈕式彈匣扣位於扳機護圈的根部以上。OTs-33在槍管以下的底把設有一條整體式戰術附件導軌，用以裝上戰術燈或雷射指示器。該手槍亦可在槍口配備消聲器。OTs-33亦配有其皮製槍套，設有兩個獨立的彈匣袋和槍托保存索具。

## 使用國
- 俄羅斯
  - 俄罗斯联邦内务部特種部隊

## 流行文化

### 電子遊戲
- 2012年—：命名為「OTS-33」，載彈量18發，可以使用延長彈匣使得上彈量提高至33發。
- 2014年—《看門狗》：命名為“R-33”，載彈量30發；另有一款基於本槍的三發點放型，裝有棕色握把側板，命名為“R-33B”。

## 資料來源
1. ↑  . Beretta USA.   [21 September 2010]. （原始内容存档于2017-06-06）.
2. ↑  Charles Q. Cutshaw. . Gun Digest Books. 28 February 2011: 108–  [6 July 2013]. ISBN 978-1-4402-2709-7. （原始内容存档于2017-10-23）.

## 外部連結
- （英文）—KBP Instrument Design Bureau – official page
- （英文）—SecurityArms.com（页面存档备份，存于）
- （白俄羅斯文）—Warfare.ru（页面存档备份，存于）
- （俄文）—Modern Firearms.net—Автоматический пистолет ОЦ-33 "Пернач"（页面存档备份，存于）
- （俄文）—Кирилл Тесемников. И пистолет, и пулемёт（页面存档备份，存于） // журнал «Оружейный двор»
- （简体中文）—D Boy Gun World（槍炮世界）—OTs-33冲锋手枪（页面存档备份，存于）